# Piotr Kawczyński
Piotr Kawczyński (ur. 10 września 1824 w Chełmnie, zm. 18 marca 1882 w Braniewie) – nauczyciel historii i języka polskiego w gimnazjach w Chojnicach oraz w Braniewie, prof. języka polskiego w seminarium w Braniewie, polski działacz narodowy.

## Życiorys

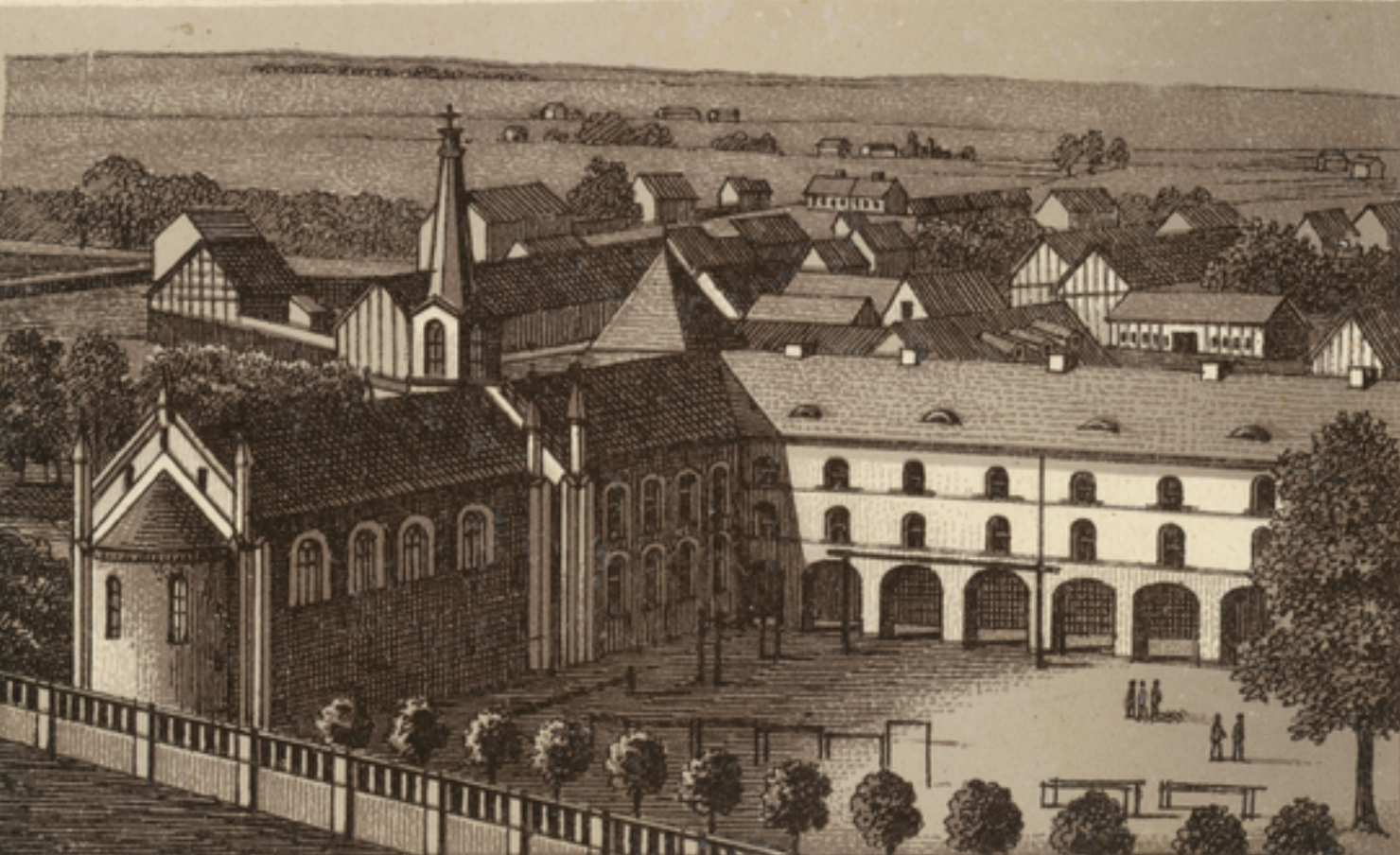
Gimnazjum w Braniewie było wówczas prężną placówką oświatową kształcącą ponad 300 uczniów

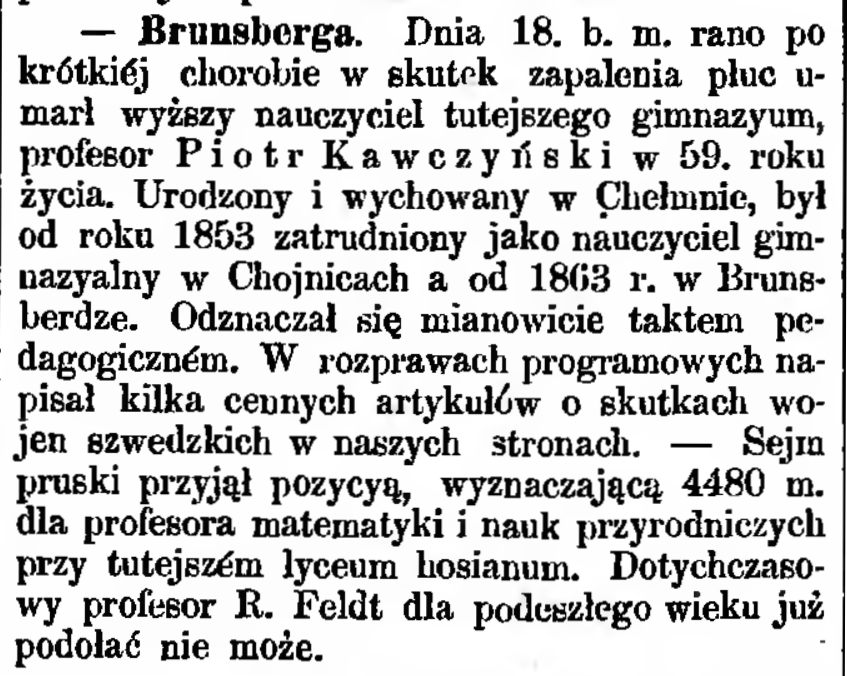
Nekrolog w prasie, Pielgrzym, 23 marca 1882, s. 4

Urodził się w 1824 roku w Chełmnie w dolinie Dolnej Wisły. Tam w 1846 ukończył gimnazjum i zdał maturę. Następnie odbył studia filologiczne i historyczne na uniwersytetach w Lipsku i we Wrocławiu. We Wrocławiu w latach 1850–1851 był członkiem Towarzystwa Literacko-Słowiańskiego. Był stypendystą Towarzystwa Pomocy Naukowej dla Młodzieży Prus Zachodnich, organizacji wspomagającej materialnie niezamożną uczącą się młodzież Pomorza, a następnie został współpracownikiem zarządu tego Towarzystwa. Odbył dwuletnią praktykę pedagogiczną w gimnazjum w Chojnicach, uzyskując prawo do nauczania historii oraz języków: niemieckiego, polskiego i łaciny. W latach 1853–1863 pracował jako etatowy nauczyciel języka polskiego w gimnazjum w Chojnicach, był tam również współzałożycielem oraz członkiem kółka pracy narodowej, a także zorganizował ze składek uczniowskich i darowizn bibliotekę dla uczniów polskich, liczącą 1300 tomów i następnie nią zarządzał.
Prowadził ożywioną działalność polityczną, popierając polskie ruchy narodowe. Gdy po wybuchu powstania styczniowego w 1863 roku kilku jego uczniów uciekło do oddziałów powstańczych, został karnie przeniesiony od roku szkolnego 1863/64 do katolickiego Królewskiego Gimnazjum (Königliches Akademisches Gymnasium) w Braniewie w Prusach Wschodnich. W Jahresbericht nr 43 – sprawozdaniu rocznym za rok szkolny 1863/64 – napisano, iż został przeniesiony na lepsze stanowisko w dowód uznania za dobrą pracę, lecz w rzeczywistości mianowano go tam zwykłym nauczycielem. W Braniewie akurat potrzebny był lektor języka polskiego, gdyż dotychczasowy nauczyciel, pochodzący ze Śląska Constantin Brandenburg, z powodu słabnącego wzroku z dniem 1 października 1863 przechodził na emeryturę, a gimnazjum w Braniewie było wówczas prężną placówką oświatową, w której uczyło się ponad 300 uczniów (w 1863 roku było aż 347 uczniów).
Dużo zyskały natomiast na tej zmianie braniewskie uczelnie. Podczas gdy o pracy nauczyciela Brandenburga biskup Geritz wyrażał się z wielkim niezadowoleniem („Wyniki tej nauki były tak niskie, że nie warto wspominać (...); pomimo poważnych starań i kosztów, uzyskano bardzo niewiele, a raczej nic”), to nauczanie języka polskiego przez profesora Kawczyńskiego zostało ocenione bardzo wysoko. Kawczyński w Braniewie, oprócz pracy w gimnazjum, zatrudnił się również jako lektor języka polskiego w seminarium duchownym, uzyskując na tej uczelni w 1879 roku tytuł profesora. Nadal współpracował z Towarzystwem Pomocy Naukowej w Chełmie, a w Braniewie już od 1860 roku należał do Warmińskiego Towarzystwa Historycznego. Kawczyński był też w Braniewie nauczycielem Karola Sieniawskiego, syna powstańca listopadowego, późniejszego historyka Warmii i Polski, który właśnie pod wpływem prof. Kawczyńskiego powrócił do polskich korzeni i języka polskiego, w którym to języku publikował następnie prace historyczne.
Piotr Kawczyński swoje prace naukowe publikował m.in. w programach rocznych szkoły. Były to prace na temat historii Polski, jak np. Polnisch-Preußen zur Zeit des ersten schwedisch-polnischen Krieges von 1626–1629 (Jahresbericht über das Königliche Katholische Gymnasium zu Braunsberg in dem Schuljahre 1873–74) oraz Polnisch-Preußen zur Zeit des zweiten schwedisch-polnischen Krieges von 1655–1660. Ein Beitrag zur Geschichte der Provinz Preußen (Jahresbericht 1867–1868).
Piotr Kawczyński zmarł 18 marca 1882 w Braniewie, wskutek zapalenia płuc, po krótkiej chorobie. Na stanowisku profesora historii jego następcą został Eugen Dombrowski, natomiast lektorat języka polskiego przejął dr Prill z Reszla, jednakże lektorat wkrótce został zlikwidowany na skutek prowadzonej polityki kulturkampfu.

## Życie osobiste
Jego pierwsza żona zmarła. W maju 1862 wstąpił w drugi związek małżeński z Anielą Dembińską, ciotką Anieli Borne. Małżeństwo miało 4 córki.